# La Flèche
La Flèche este un oraș în Franța, sub-prefectură a departamentului Sarthe, în regiunea Pays de la Loire.

## Personalități născute aici
- Jean Picard (1620 - 1682), astronom, geodez;
- Léo Delibes (1836 - 1891), compozitor de operă.

1. ↑   https://www.ouest-france.fr/elections/municipales/la-fleche-nadine-grelet-certenais-nouvelle-maire-de-la-fleche-6845894 Lipsește sau este vid: |title= (ajutor)
2. ↑  répertoire géographique des communes, accesat în 26 octombrie 2015
3. ↑  dataset of postal codes in France, 1 octombrie 2018